# Ламкоколосник ситниковий
Ламкоколосник ситниковий (Psathyrostachys juncea) — вид рослин з родини злакових (Poaceae), поширений від східної Європи до Сибіру, Китаю, Афганістану.

## Опис
Багаторічна рослина 25–70 см заввишки, утворює густі дерновини. Листки жорсткі, з загорнутими краями або уздовж складені, 1–4 мм шириною, шорсткі. Колос лінійний, 3–11 см завдовжки, з віссю у верхній частині, що розпадається при плодах на членики. Колоски двоквіткові, сидять групами по 3. Колоскові луски шилоподібні, 6–7 мм довжиною, волосисті або шорсткі. Нижня колоскова луска 7–9 мм довжиною, ланцетна, з 5–7 жилками. Стебла гладкі й голі, лускаті або з густими короткими м'якими волосками нижче колоса. Піхви листків гладкі, голі; лігули 0.3–1 мм; листові пластини сірувато-зелені, 4–18 см завдовжки. Колос (5)9–12 × (0.5)0.7–1.2 см. Зернівка 4.3–5 мм.
Цвіте у червні, плодоносить у липні.

## Поширення
Поширений від східної Європи до Афганістану, Китаю та Сибіру; натуралізований у Північній Америці.
В Україні вид зростає на відслоненнях крейди і вапняках — у Лівобережному Степу (Крим, Запорізька й Луганська області).

## Загрози й охорона
Вплив рекреації та перевипасу негативно впливає на чисельність популяцій.
Занесений до Червоної книги Україні в статусі «Рідкісний». Охороняється в ландшафтному заказнику місцевого значення «Корсак-могила».